# Nusalala navasi
Nusalala navasi är en insektsart som beskrevs av Douglas E. Kimmins 1936. Nusalala navasi ingår i släktet Nusalala och familjen florsländor. Inga underarter finns listade i Catalogue of Life.